# وولفرات
شهر وولفرات (به آلمانی: Wülfrath) در ایالت نوردراین-وستفالن در کشور آلمان واقع شده‌است.